# Gen Satō
Gen Satō (佐藤 元 Satō Gen?, nacido el 22 de marzo de 1997) es un seiyū japonés de la prefectura de Kanagawa afiliado a I'm Enterprise. Es conocido por sus papeles como Chrome en Dr. Stone, Rintarō Futsu en Hoshiai no Sora, Fumiya Tomozaki en Jaku-Chara Tomozaki-kun, y Sōsaku Yubiwa en Bishōnen Tanteidan.

## Biografía
Satō se interesó en seguir una carrera en la actuación de voz durante su tercer año de la escuela secundaria, después de ver la serie de anime Star Driver. Su familia no se opuso a su decisión siempre que él también cursara estudios universitarios. Mientras estaba en la universidad, se matriculó en el Instituto de Actores de Narración de Japón. Después de su formación, pasó una audición realizada por la agencia de talentos I'm Enterprise y se afilió formalmente a ellos en 2017.
En 2019, Satō fue elegido como el personaje Chrome en la serie de televisión de anime Dr. Stone, y como Rintarō Futsu en Hoshiai no Sora. En 2021, interpretó los papeles de Fumiya Tomozaki en el Jaku-Chara Tomozaki-kun y Tomoyuki Kubota en Skate-Leading☆Stars. En 2022, interpretó el papel de Kō Yamori en Yofukashi no Uta.

## Filmografía
Los papeles principales están en negrita

### Anime
| Año  | Título                                | Papel                                             | Ref(s) |
| ---- | ------------------------------------- | ------------------------------------------------- | ------ |
| 2018 | Gundam Build Divers                   | Buceador                                          | [ 1 ]  |
| 2018 | Golden Kamuy                          | Soldado (episodio 1)                              | [ 1 ]  |
| 2018 | Shichisei no Subaru                   | Aventurero, jugador                               | [ 1 ]  |
| 2018 | Cells at Work!                        | Glóbulo rojo                                      | [ 1 ]  |
| 2018 | Persona 5: The Animation              |                                                   | [ 1 ]  |
| 2018 | To Aru Majutsu no Index III           | Ciudadano (episodio 3); Caballero C (episodio 12) | [ 1 ]  |
| 2018 | Yagate Kimi ni Naru                   | Estudiante masculino (episodios 2, 4)             | [ 1 ]  |
| 2018 | Beelzebub-jō no Okinimesu Mama.       | Purson                                            | [ 1 ]  |
| 2019 | Endro!                                | Guerrero                                          | [ 1 ]  |
| 2019 | Tensei Shitara Slime Datta Ken        | Gale Gibson                                       | [ 1 ]  |
| 2019 | Sword Art Online: Alicization         | Jugador                                           | [ 1 ]  |
| 2019 | Dr. Stone                             | Chrome                                            | [ 4 ]  |
| 2019 | Hoshiai no Sora                       | Rintarō Futsu                                     | [ 5 ]  |
| 2020 | King's Raid: Successors of the Will   | Tam                                               | [ 9 ]  |
| 2021 | Jaku-Chara Tomozaki-kun               | Fumiya Tomozaki                                   | [ 6 ]  |
| 2021 | Skate-Leading☆Stars                   | Tomoyuki Kubota                                   | [ 7 ]  |
| 2021 | Dr. Stone: Stone Wars                 | Chrome                                            | [ 4 ]  |
| 2021 | Shakunetsu Kabadi                     | Sōma Azemachi                                     | [ 10 ] |
| 2021 | Bishōnen Tanteidan                    | Sо̄saku Yubiwa                                     | [ 11 ] |
| 2021 | Fena: Pirate Princess                 | Enju                                              | [ 12 ] |
| 2021 | Kyōkai Senki                          | Amō Shiiba                                        |        |
| 2021 | JoJo's Bizarre Adventure: Stone Ocean | Pi-Chan                                           | [ 13 ] |
| 2022 | Bucchigire!                           | Ichibanboshi                                      | [ 14 ] |
| 2022 | Yofukashi no Uta                      | Kō Yamori                                         | [ 8 ]  |
| 2022 | Hoshi no Samidare                     | Mikazuki Shinonome                                | [ 15 ] |
| 2022 | Mushikaburi-hime                      | Alan Ferrera                                      | [ 16 ] |
| 2023 | High Card                             | Finn Oldman                                       | [ 17 ] |
| 2023 | Tengoku Daimakyō                      | Maru                                              | [ 18 ] |
| 2023 | Kimi wa Hōkago Insomnia               | Ganta                                             | [ 19 ] |
| 2023 | Boku no Kokoro no Yabai Yatsu         | Kenta Kanzaki                                     |        |
| 2023 | Dr. Stone: New World                  | Chrome                                            | [ 20 ] |
| 2023 | Rokudō no Onna-tachi                  | Tōsuke Rokudō                                     | [ 21 ] |
| 2024 | Kekkon Yubiwa Monogatari              | Haruto Satō                                       | [ 22 ] |
| 2024 | Jaku-Chara Tomozaki-kun 2nd Stage     | Fumiya Tomozaki                                   | [ 23 ] |

### Videojuegos
2017
- Fire Emblem Heroes, Saul

2021
- Jack Jeanne, Soshiro Yonaga
- Ikemen Villains, Ellis Twilight

### Audiomanga
- Negai no Astro, Hibaru Yotsurugi